# Ochyrocera loma
Espèce
Synonymes
- Fageicera loma Dumitrescu & Georgescu, 1992

Ochyrocera loma est une espèce d'araignées aranéomorphes de la famille des Ochyroceratidae.

## Distribution
Cette espèce est endémique de la province de Holguín à Cuba,. Elle se rencontre à Mayarí dans la grotte Cueva Grande de Pilon.

## Description
Le mâle holotype mesure 1,500 mm.

## Systématique et taxinomie
Cette espèce a été décrite sous le protonyme Fageicera loma par Dumitrescu et Georgescu en 1992. Elle est placée dans le genre Ochyrocera par Pérez-González et Magalhaes en 2025.

## Publication originale
- Dumitrescu & Georgescu, 1992 : « Ochyroceratides de Cuba (Araneae). » Mémoires de Biospéologie, vol. 19, p. 143-153.